# جیبوتی ایر
جیبوتی ایر (به انگلیسی: Djibouti Air) یک شرکت هواپیمایی با کد یاتا DA است که در تاریخ ۲۰۱۱ میلادی تأسیس شده است. دفتر مرکزی جیبوتی ایر در شهر جیبوتی، جیبوتی واقع شده‌است و قطب این شرکت هواپیمایی در فرودگاه بین‌المللی جیبوتی-امبوولی قرار دارد و به ۲ مقصد، پرواز مستقیم انجام می‌دهد.